# Цеткі
Цеткі (пол. Cetki, нім. Setten) — село в Польщі, у гміні Рипін Рипінського повіту Куявсько-Поморського воєводства.
Населення — 191 особа (2011).
У 1975-1998 роках село належало до Влоцлавського воєводства.

## Демографія
Демографічна структура станом на 31 березня 2011 року:
|          | Загалом | Допрацездатний вік | Працездатний вік | Постпрацездатний вік |
| -------- | ------- | ------------------ | ---------------- | -------------------- |
| Чоловіки | 93      | 18                 | 68               | 7                    |
| Жінки    | 98      | 23                 | 57               | 18                   |
| Разом    | 191     | 41                 | 125              | 25                   |